# フリードリヒ・ベデキント
ハインリヒ・カール・フリードリヒ・ウェデキング（Karl Friedrich Wedeking、1862年10月10日 - 1973年5月5日）は、男性長寿世界一だったドイツの男性。

## 人物
ドイツ連邦時の1862年にプロイセン州ブロンベルクで生まれる。1968年3月21日にイギリスのジョン・モーズリー・ターナーが亡くなり、存命中の男性世界最高齢になったとされる。1973年、西ドイツのドルトムントで110歳207日で亡くなる。